# Cvetelina Yaneva
Cvetelina Yaneva (en búlgaro: Цветелина Янева; 5 de octubre de 1989, Plovdiv), también puede aparecer escrito como Tsvetelina Yaneva o Ianeva, es una cantante búlgara de pop-folk y chalga. Comenzó su carrera musical en 2008 y en 2010 lanzó su primer álbum de estudio, Na pŭrvo myasto, a través de Payner. En su año debut en la industria musical fue consagrada como "Debut del año" en los premios Planeta TV y "Descubrimiento del año" en los premios Nov Folk.

## Biografía
Cvetelina Yaneva nació el 5 de octubre de 1989 en Plovdiv. Antes de comenzar su carrera como solista en mayo de 2008, Yaneva estuvo dos años como cantante en una orquesta famosa junto a su padre Georgi Yanev y su madre Pepa Yaneva. La cantante cuenta, además, con un hermano y una hermana mayores que ella. La familia Yaneva vive en Plovdiv, pero pasan más tiempo en Belashtitza, a 5 km de la ciudad, donde tienen una casa y un estudio de grabación. En cuanto a sus influencias musicales, la cantante Desi Slava fue la artista favorita de la joven Cvetelina.

## Carrera profesional
Su carrera comenzó estrechamente ligada a las canciones populares, pese a que en su adolescencia diversificó sus actividades en el pop y el jazz, pero se inclinó por la música pop-folk debido al poco desarrollo del jazz en Bulgaria. Asistió a clases de canto en Radio Zaduma en la Casa Sindical en Plovdiv y se enroló en la orquesta Orfeo, donde era la cantante principal.
Mientras grababa y ofrecía conciertos con Orfeo, Cvetelina fue preparando su primer álbum en solitario. Debutó en julio de 2008 con su balada hit "Otkradnata lyubov", que le valió el reconocimiento de cantantes más asentados en la música búlgara como Azis, quien admitió abiertamente que es la mejor voz que jamás había escuchado. Su segundo sencillo, "Trite imena", sirvió a la joven cantante para entrar en el complejo Payner Music y la cadena de televisión Planeta en Dimitrovgrad. La tercera canción, "Ranyavaĭ me", fue lanzada en invierno de 2008 y nuevamente en 2009. Cvetelina fue invitada al séptimo aniversario de la cadena de televisión Planeta el 9 de diciembre en la que interpretó su éxito "Otkradnata lyubov".
A comienzos de 2009 Planeta presentó el cuarto sencillo de Cvetelina Yaneva, "Avtorŭt e drug", y recibió sus dos primeros galardones en la música: "Debut del año" en los premios Planeta TV y "Descubrimiento del año" en los premios de la revista Nov Folk. Durante ese año lanzó los videoclips de los sencillos "Kato virus" y "Predi da svikna", esta última una balada que formaba parte del programa de Navidad de Planeta.
Cvetelina Yaneva comenzó en 2010 su primer gran gira por Europa del Este, Planeta Derby 2010, con la ayuda de Nikolai Nankov. y fue un éxito comercial. Tras unas semanas de descanso, Cvetelina grabó una canción con el niño prodigio rumano Ionut Cercel. Su canción a dúo "Vlez" logró un importante éxito en Rumania y Bulgaria. El 5 de octubre de 2010, coincidiendo con el 21 cumpleaños de la cantante, Cvetelina Yaneva lanzó su álbum debut Na pŭrvo myasto a través de Payner Music, en el que se incluyeron 16 canciones con dos nuevos sencillos y que fue producido por Costi Ioniță.
La cantante anunció en julio de 2011 que se encontraba preparando la grabación de su segundo álbum de estudio y adelantó que se trataría de un disco diferente al de su debut. Además, a diferencia de su primer álbum, Cvetelina no se excedió en la promoción de su segundo álbum y únicamente lanzó un sencillo en los últimos siete meses, "Pritesnyavaĭ me". El 7 de noviembre lanzó el sencillo "Broĭ me" junto a Rida Al Abdullah, una canción y videoclip con marcados tintes árabes, pero que consiguió un gran éxito. El 1 de enero de 2012 lanzó el videoclip de su balada "Nikoga i nikŭde", canción compuesta por Georgi Simeonov.
En segundo Álbum de Cvetelina llegaría en mayo del año 2012, titulado "Dǎšterja na pesenta". Se trata de un álbum folclórico, alejado del sonido algo más comercial de sus singles anteriores. Las canciones que conforman este álbum, son canciones tradicionales. Como nota a tener en cuenta, cabe destacar que en el proceso de producción participaron parientes cercanos, entre ellos, su madre, Pepa Janeva, y su tío, Georgi Janev, miembro de la orquesta "Orfej". Este disco, fue publicado con Payner Music, y fue anunciado a través del Facebook de la propia cantante.

## Discografía
- Na pârvo mjasto (На първо място, 2010)
- Dâšterja na pesenta (Дъщеря на песента, 2012)
- Moga pak (МОГА ПАК, 2012)

## Singles / Videos musicales
- 2008: Открадната любов (Otkradnata Ljubov).
- 2008: Ранявай ме (Ranjavaj Me).
- 2009: Три минути  (Tri Minuti).
- 2009: Авторът е друг (Avtorâr E Drug).
- 2009: На първа среща (Na Pârva Srešta).
- 2009: Като вирус (Kato Virus).
- 2009: Искаш война (Iskaš Vojna).
- 2010: Момиче за всичко (Momiče Za Vsičko).
- 2010: Всичко (Vsičko).
- 2010: Празна стая (Prazna Staja).
- 2010: За контакти (Za Kontakti).
- 2010: Влез (Vlez).
- 2010: Давай, разплачи ме (Davaj, Razplači Me).
- 2011: Какво правим сега (Kakvo Pravim Sega).
- 2011: Притеснявай ме (Pritesnjavaj Me).
- 2011: По-страшно (Po-Strašno).
- 2011: Брой ме (Broj Me).
- 2012: Никога и никъде (Nikoga i Nikâde).
- 2012: Мога пак (Moga Pak).
- 2012: Две черти (Dve Čerti).
- 2012: Бонбони (Bonboni).
- 2012: С какъвто се хванах (S Kakâvto Se Hvanah).
- 2013: Още ли (Ošte Li).
- 2013: Безопасна (Bezopasna).
- 2013: Ще се гордееш (Šte Se Gordeeš).
- 2013: Счупени неща (Sčupeni Nešta).
- 2013: В твоя стил (V Tvoja Stil).
- 2013: За господина (Za Gospodina).
- 2013: Без думи (Bez Dumi)